# Michel Polak

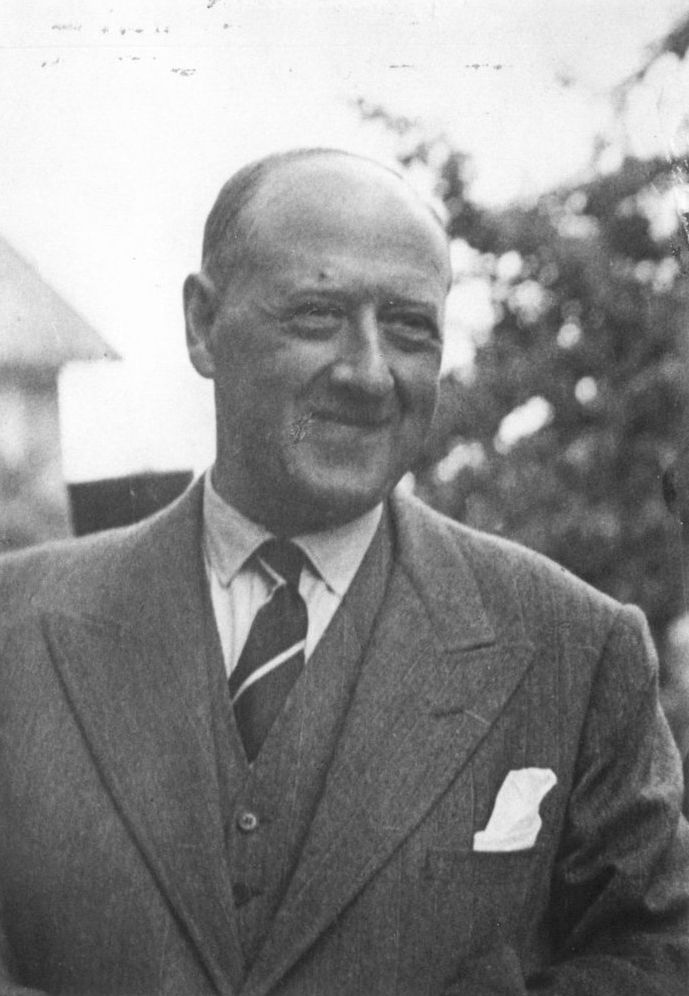
Michel Polak

Michel Polak (* 27. Januar 1885 in Mexiko; † 4. Oktober 1948 in Brüssel) war ein belgischer Architekt.

## Leben
Michel Polak studierte 1903–1907 Architektur an der ETH Zürich. Zwischen 1907 und 1911 besuchte er die École nationale supérieure des beaux-arts de Paris. Von 1917 an arbeitete er mit dem Schweizer Architekten Alfred Hoch. 1922 ließ er sich auf Einladung des Immobilienentwicklers Lucien Kaisin in Brüssel nieder und entwarf dort einige luxuriöse Bauten im Stil des Art déco und der klassischen Moderne.
Nach dem Zweiten Weltkrieg wurde sein Büro von seinen Söhnen André und Jean Polak fortgeführt; diese waren u. a. am Bau des Atomiums beteiligt.

## Ausgewählte Bauwerke
- 1910: Umbau der Villa Henri Nestlé in Montreux
- 1911–1913: Komplex von Luxus-Appartements Riant-Château in Montreux
- 1923–1926: Residence Palace in der Rue de la Loi, Brüssel
- 1926: Planung eines Kaufhauses am Boulevard Anspach in Brüssel
- 1928: Hotel Atlanta in Brüssel
- 1928–1932: Plaza Hotel am Boulevard Adolphe Max in Brüssel
- 1928–1929: Hauptsitz von Electrabel am Place du Trône in Brüssel
- 1928: Einseitig angebaute Villa in der Avenue Victoria 22 in Brüssel[1]
- 1929: Hotel Terminus-Albert I in Brüssel
- 1931: Umbau eines Stadthauses, Chaussée d’Etterbeek 166 in Etterbeek[2]
- 1931: Residenz für Baron Louis Empain, Avenue des Nations, heute 67 Avenue Franklin Roosevelt in Brüssel, denkmalgeschützt[3]
- 1933: Ambulanz des Roten Kreuzes in der Rue du Rempart des Moines in Brüssel
- 1934: Dental-Institut George Eastman am Leopold-Park in Brüssel
- 1935: Haus Théo Fleischman Avenue Hamoir in Uccle
- 1936: Real Boulevard Saint-Michel in Etterbeek
- 1936: Appartementhaus in der Avenue de Tervueren 206 in Woluwe-Saint-Pierre (mit Alfred Hoch)[4]
- 1937: Wettbewerb für den Mont des Arts, Brüssel
- 1937: Telegrafenverwaltung, Rue des Palais in Schaerbeek